# Evelyn Botwe
Evelyn Botwe (* 25. November 1988 in Sekondi) ist eine ghanaische Badmintonspielerin. 

## Karriere
Evelyn Botwe repräsentierte ihr Land 2010 als Nationalspielerin im Uber Cup und bei den Afrikameisterschaften ebenso wie bei den Afrikameisterschaften 2013. 2014 repräsentierte sie ihren Verband bei den Commonwealth Games 2014, wobei sie in allen vier möglichen Disziplinen am Start war. Mit dem Team wurde sie dabei in der Vorrunde Gruppenzweiter. Im Doppel und im Mixed belegte sie Rang 17, im Einzel Rang 33.